# Tadeusz Niwiński (1906–1967)
Tadeusz Marian Niwiński (ur. 31 października 1906 w Piotrkowie Trybunalskim, zm. 20 października 1967) – polski inżynier chemik, organizator przemysłu papierniczego.

## Życiorys
Był synem Wiktora (nauczyciela muzyki) i Alicji z Mańkowskich, do gimnazjum uczęszczał we Włocławku (ukończył w 1925), w 1931 uzyskał dyplom magistra inżyniera na Wydziale Chemicznym Politechniki Warszawskiej. Po studiach odbył służbę wojskową w Szkole Podchorążych Rezerwy Służby Łączności w Zegrzu. Od 1932 pracował jako kierownik laboratorium we włocławskiej Fabryce Celulozowo-Papierniczej; do wybuchu wojny miał udział w budowie i uruchamianiu najnowocześniejszej w kraju fabryki celulozy siarczanowej, następnie był w niej kierownikiem produkcji. Zmobilizowany w 1939, trafił do Rumunii, następnie do Francji i Anglii, gdzie był oficerem uzbrojenia i kierownikiem laboratorium węgla aktywnego w Londynie.
Do Polski wrócił Niwiński w grudniu 1945, by z początkiem kolejnego roku wznowić pracę we Włocławku jako główny chemik Zakładów Celulozowo-Papierniczych; od 1947 był w Zakładach dyrektorem technicznym. W 1951 przeszedł do Biura Projektowania Przemysłu Papierniczego w Łodzi. Tamże w charakterze generalnego projektanta prowadził znaczące prace dla rozwoju polskiego przemysłu papierniczego, szczególnie w Fabryce Celulozy w Jeleniej Górze (Zakłady Włókien Chemicznych Chemitex-Celwiskoza) i w swoim dawnym miejscu zatrudnienia Zakładach Celulozowo-Papierniczych we Włocławku, gdzie przyczynił się do uruchomienia oddziału celulozy słomkowej. Z ramienia Biura Projektowania Przemysłu Papierniczego Niwiński prowadził także prace poza krajem, np. w Fabryce Celulozy w rumuńskim Braili.
Ogłosił szereg artykułów fachowych w "Przeglądzie Papierniczym", w którym – będąc znanym z dbałości o poprawność polskiego języka technicznego i terminologii branży papierniczej – redagował ponadto kącik językowy oraz zasiadał w Radzie Programowej tego czasopisma. Był współautorem książek Poradnik papiernika i Produkcja celulozy z drewna. Niezależnie od pracy zawodowej zajmował się działalnością dydaktyczną, we Włocławku uczył w miejscowym Technikum Papierniczym, w Łodzi wykładał na Politechnice. Ponadto udzielał się w Stowarzyszeniu Inżynierów i Techników Przemysłu Papierniczego, w latach 1956–1957 i 1960–1963 pełniąc funkcję wiceprzewodniczącego Zarządu Głównego.
Był odznaczony m.in. odznaką Przodownika Pracy (1953), Medalem 10-lecia Polski Ludowej (1954), Złotym Krzyżem Zasługi (1956), Krzyżem Kawalerskim Orderu Odrodzenia Polski (1967). W styczniu 1967 przeszedł na stanowisko starszego projektanta w dziale studiów Biura Projektowania Przemysłu Papierniczego. Zmarł 20 października 1967, pochowany został na łódzkim cmentarzu na Dołach.
Z małżeństwa z Zofią Nowacką (1906–1991), inżynierem chemii, miał troje dzieci; wszystkie ukończyły studia z nauk ścisłych: córka Teresa (1934–1968) fizykę, córka Ewa (1937–1985, zamężna Dąbrowska) matematykę, syn Tadeusz (ur. 1947) chemię. Syn Tadeusz, zamieszkały w Kanadzie, podjął pracę w zawodzie informatyka, jest autorem książek o osiąganiu sukcesu życiowego.